# Karin Schnaase
Karin Schnaase (* 14. Februar 1985 in Lüdinghausen) ist eine ehemalige deutsche Badmintonnationalspielerin.

## Karriere
Karin Schnaase gewann bis 2006 neun Nachswuchstitel in Deutschland sowie Bronze bei der Junioreneuropameisterschaft 2003. 2006 gewann sie mit Bronze im Dameneinzel ihre erste Medaille bei den nationalen Meisterschaften der Erwachsenen. 2010 konnte sie sich in der gleichen Disziplin auf Silber steigern. Im Uber Cup 2008 gewann sie Bronze. Zwei Jahre später schied sie dagegen mit der deutschen Nationalmannschaft in der Zwischenrunde aus. 2012 konnte sie mit der deutschen Damennationalmannschaft die Goldmedaille bei der Mannschaftseuropameisterschaft erringen. 2014 wurde Karin Schnaase erstmals deutsche Meisterin im Dameneinzel. Sie war Mitglied der Mannschaft, die im Februar 2013 in Ramenskoje die Europameisterschaft im Mannschaftswettbewerb „Mixed Teams“ gewann. Im April 2013 wurde bekannt, dass Karin Schnaase ihre Karriere in der Nationalmannschaft Mitte Juli 2013 beenden werde, war aber zwischenzeitlich wieder in der Nationalmannschaft aktiv.

## Sportliche Erfolge
| Saison    | Veranstaltung                    | Disziplin   | Platz | Name                                                                                     |
| --------- | -------------------------------- | ----------- | ----- | ---------------------------------------------------------------------------------------- |
| 1998/1999 | Deutsche Einzelmeisterschaft U15 | Damendoppel | 1     | Karin Schnaase / Carola Bott (SC Union 08 Lüdinghausen / TV Großwallstadt)               |
| 1999/2000 | Deutsche Einzelmeisterschaft U15 | Dameneinzel | 2     | Karin Schnaase (SC Union 08 Lüdinghausen)                                                |
| 1999/2000 | Deutsche Einzelmeisterschaft U15 | Damendoppel | 2     | Karin Schnaase / Gitte Köhler (SC Union 08 Lüdinghausen / BSC Schwerin)                  |
| 2000/2001 | Deutsche Einzelmeisterschaft U17 | Damendoppel | 3     | Karin Schnaase / Isabelle Althof (SC Union 08 Lüdinghausen / FC Langenfeld)              |
| 2000/2001 | Deutsche Einzelmeisterschaft U17 | Dameneinzel | 2     | Karin Schnaase (SC Union 08 Lüdinghausen)                                                |
| 2001/2002 | Deutsche Einzelmeisterschaft U17 | Dameneinzel | 1     | Karin Schnaase (SC Union 08 Lüdinghausen)                                                |
| 2001/2002 | Deutsche Einzelmeisterschaft U22 | Dameneinzel | 2     | Karin Schnaase (SC Union 08 Lüdinghausen)                                                |
| 2001/2002 | Deutsche Einzelmeisterschaft U17 | Mixed       | 1     | Patrick Neubacher / Karin Schnaase (BW Wittorf / SC Union 08 Lüdinghausen)               |
| 2002/2003 | Deutsche Einzelmeisterschaft U19 | Mixed       | 3     | Christian Lemke (SC Münster 08) / Karin Schnaase (SC Union 08 Lüdinghausen)              |
| 2002/2003 | Deutsche Einzelmeisterschaft U19 | Damendoppel | 2     | Karin Schnaase / Thérèse Nawrath (SC Union 08 Lüdinghausen / SG Empor Brandenburger Tor) |
| 2002/2003 | Deutsche Einzelmeisterschaft U19 | Dameneinzel | 2     | Karin Schnaase (SC Union 08 Lüdinghausen)                                                |
| 2003      | Junioreneuropameisterschaft      | Damendoppel | 3     | Carola Bott / Karin Schnaase                                                             |
| 2003/2004 | Deutsche Einzelmeisterschaft U19 | Mixed       | 1     | Patrick Neubacher / Karin Schnaase (BW Wittorf / SC Union 08 Lüdinghausen)               |
| 2003/2004 | Deutsche Einzelmeisterschaft U22 | Mixed       | 3     | Jan Sören Schulz / Karin Schnaase (VfB Lübeck / SC Union 08 Lüdinghausen)                |
| 2003/2004 | Deutsche Einzelmeisterschaft     | Dameneinzel | 3     | Karin Schnaase (SC Union 08 Lüdinghausen)                                                |
| 2003/2004 | Deutsche Einzelmeisterschaft U19 | Dameneinzel | 1     | Karin Schnaase (SC Union 08 Lüdinghausen)                                                |
| 2003/2004 | Deutsche Einzelmeisterschaft U22 | Dameneinzel | 1     | Karin Schnaase (Union Lüdinghausen)                                                      |
| 2003/2004 | Deutsche Einzelmeisterschaft U19 | Damendoppel | 1     | Karin Schnaase / Annekatrin Lillie (SC Union 08 Lüdinghausen / BV Gifhorn)               |
| 2004/2005 | Deutsche Einzelmeisterschaft U22 | Damendoppel | 1     | Karin Schnaase / Carola Bott (SC Union 08 Lüdinghausen / 1. BC Bischmisheim)             |
| 2004/2005 | Deutsche Einzelmeisterschaft U22 | Dameneinzel | 1     | Karin Schnaase (SC Union 08 Lüdinghausen)                                                |
| 2005/2006 | Deutsche Einzelmeisterschaft U22 | Damendoppel | 1     | Karin Schnaase / Carola Bott (SC Union 08 Lüdinghausen / 1. BC Bischmisheim)             |
| 2005/2006 | Deutsche Einzelmeisterschaft U22 | Dameneinzel | 1     | Karin Schnaase (SC Union 08 Lüdinghausen)                                                |
| 2005/2006 | Deutsche Einzelmeisterschaft     | Dameneinzel | 3     | Karin Schnaase (SC Union 08 Lüdinghausen)                                                |
| 2008      | Uber Cup                         | Damenteam   | 3     | Deutschland                                                                              |
| 2009/2010 | Deutsche Einzelmeisterschaft     | Dameneinzel | 2     | Karin Schnaase (SC Union 08 Lüdinghausen)                                                |
| 2012      | Mannschaftseuropameisterschaft   | Damenteam   | 1     | Deutschland                                                                              |

## Privates
Ihr Vater Michael Schnaase war mehrfach Deutscher Badmintonmeister. Auch ihre Mutter Barbara und ihr Bruder Christoph spielten Badminton. Karin Schnaase-Beermann ist verheiratet und hat eine Tochter.